# ポール・ホワイトハウス
ポール・ホワイトハウス（Paul Whitehouse、1958年5月17日 - ）はイギリスの俳優、コメディアン。BBCのコメディシリーズで知られる。

## 略歴
オペラ歌手の母親の元にウェールズで生まれ、4歳の時にイングランド・ロンドンに移住。イースト・アングリア大学に入学し、大学時代はパンク・ロック・バンドを組んで音楽に没頭していた。その後、スティーブン・フライやヒュー・ローリーと出会い、演劇の道へと進むようになる。BBCのコメディシリーズが主だが、ジョニー・デップとも友人関係にあり、依頼を受け彼の作品に複数回友情出演している。トッテナム・ホットスパーFCのファン。

## 主な出演映画
- ハリー・ポッターとアズカバンの囚人（2004年） - カドガン卿
- ネバーランド（2004年）
- ティム・バートンのコープスブライド（2005年）
- アリス・イン・ワンダーランド（2010年） - 三月ウサギ（声）
- チャーリー・モルデカイ 華麗なる名画の秘密（2015年） - スピノザ
- アリス・イン・ワンダーランド/時間の旅（2016年） - 三月ウサギ（声）
- スターリンの葬送狂騒曲（2017年） - アナスタス・ミコヤン
- キング・オブ・シーヴズ（2018年） - カール・ウッド
- ゴースト・ストーリーズ 英国幽霊奇談（2018年） - トニー・マシューズ
- どん底作家の人生に幸あれ!（2019年）